# Lützelau
Le Lützelau est une île du lac de Zurich, sur le territoire de Freienbach dans le canton de Schwytz.
Le nom de Lützelau vient d'un vieux mot haut allemand qui signifie « petite île ». Aujourd'hui, Lützelau est protégé en tant que parc naturel. Elle offre aussi assez d'espace pour un camping, ainsi que des barbecues et un petit restaurant.

## Description
L'île mesure 300 m de long, 150 m de large.